# Csukotkai járás

A Csukotkai járás a Csukcsföldön

A Csukotkai járás (oroszul Чукотский район, csukcs nyelven Чукоткакэн район) Oroszország egyik járása Csukcsföldön. Székhelye Lavrentyija.

## Népesség
- 2002-ben 4 541 lakosa volt, melynek 88,5%-a csukcs, 11,1%-a eszkimó.
- 2010-ben 4 838 lakosa volt.